# Владо Милошевић
Владо Милошевић (Бања Лука, 1901 — Бања Лука, 1990) био је југословенски и српски академик АНУБиХ, композитор, етномузиколог, хоровођа и педагог из Бање Луке.

## Биографија
Основну школу и гимназију завршио је у Бањој Луци, гдје добија и прве музичке основе. Студије, прво историје и географије, завршио је у Београду, а потом и музике, педагошки смјер, у Загребу.
Предавао је на Учитељској и Музичкој школи у Бањој Луци и Нишу, радио је у Музеју Босанске крајине, дириговао хором СПД „Јединство”. Као композитор, Владо Милошевић је почео с хармонизацијама и обрадама за хор, прешао на соло пјесме, написао руковјет Пјесме са Змијања, што је хорска сублимација његовог односа према народној пјесми и стваралачком приступу фолклору, да би послије рата компоновао више камерних и оркестарских дјела, дајући као круну свом стваралаштву, у формалном смислу, оперу Јазавац пред судом. Као мелограф обишао је готово свако село Босанске крајине и забиљежио све врсте народног пјевања. Већину записа је транскрибовао и објавио у четири књиге, којима је касније придодао књигу о севдалинци, двије збирке пјесама из НОБ-а и књигу Равна пјесма. За изузетне доприносе у свим областима свог рада, Владо Милошевић је добио више државних награда, а био је и члан Академије наука и умјетности БиХ. На ширем простору некадашње Босанске крајине, Владо Милошевић је својим дјеловањем обиљежио двадесети вијек.
Музеј Владе Милошевића се и данас налази у једној од старих бањолучких вила на такозваном ’Царском друму’. То је кућа у којој је Владо посљедњих година стварао а виле би ускоро требало да буду проглашене заштићеним споменицима.